# Bibliothèque centrale de Tallinn
La bibliothèque centrale de Tallinn (en estonien : Tallinna Keskraamatukogu) est une bibliothèque de la ville de Tallinn en Estonie.

## Mission
La Bibliothèque centrale est une bibliothèque publique de Tallinn dont le but est de garantir un accès libre et sans restriction à l'information, au savoir et à la culture pour les résidents de la ville et de soutenir l'apprentissage et le perfectionnement tout au long de la vie. À cette fin, la tâche fondamentale de la bibliothèque est stipulée dans son statut : collecter, conserver et mettre à la disposition du lecteur les publications, publications et autres informations et bases de données publiques nécessaires,.

## Bâtiment de la bibliothèque
La bibliothèque municipale a ouvert ses portes aux lecteurs le 27 octobre 1907 à Nunne tänav 2. 
Dans les années 1920-1921, la bibliothèque a été installée dans le bâtiment de la Société sociale russe à Estonia puiestee 8.
Le bâtiment de la Société sociale russe est un bâtiment historiciste qui a été construit en 1894-1895 pour la Société sociale russe de Tallinn. L'auteur de l'esquisse de plan était l'académicien Mihhail Preobrazhenski qui a également conçu la cathédrale Alexandre Nevski à Toompea.
Le plan final a été préparé par l'architecte Rudolf von Knüpffer. Le bâtiment de la communauté sociale russe de Tallinn a été reconnu monument culturel n° 1073.
En 1897, un mémorial à la Bataille de Reval pendant la Guerre russo-suédoise de 1788-1790 a été installé sur l'espace vert à côté du bâtiment. La victoire de la flotte de la Baltique sur la flotte suédoise en 1790 a été marquée par l'ancre et le canon du navire suédois « Riksens Ständer », qui a coulé près de l'île d'Aegna.
En 1923, l'ensemble du bâtiment fut mis à la disposition de la bibliothèque centrale, mais la suppression des autres institutions pris plus de dix ans. Entre 1921 et 1924, la Cave des Ouvriers était située au sous-sol du bâtiment. En raison des besoins de la bibliothèque, le bâtiment a été rénové en 1925 (architecte Herbert Johanson) et 1938 (ingénieur Elmar Mõttus).
Le 4 mai 1986, un incendie criminel s'est déclaré dans le bâtiment et le bâtiment a subi des réparations entre 1986 et 1990. 
En 1991, la Cave des Travailleurs située au sous-sol, qui était un département du musée de l'histoire estonienne, a été fermée.

## Histoire
La bibliothèque a été fondée le 14 octobre 1907 sous le nom de bibliothèque publique gratuite de la ville de Tallinn et fut la première bibliothèque municipale d'Estonie. La bibliothèque a été dirigée par Aleksander Sibul de 1921 à 1950, et il en a fait une bibliothèque centrale dotée de plusieurs départements. Entre 1938 et 1948, la bibliothèque abritait un service d'archives actif qui rassemblait 40 000 documents d'archives et recevait les copies du dépôt légal pour toute l'Estonie. La bibliothèque a conservé ce matériel d'archives jusqu'en 1951, date à laquelle il a été distribué à d'autres bibliothèques.

## Galerie

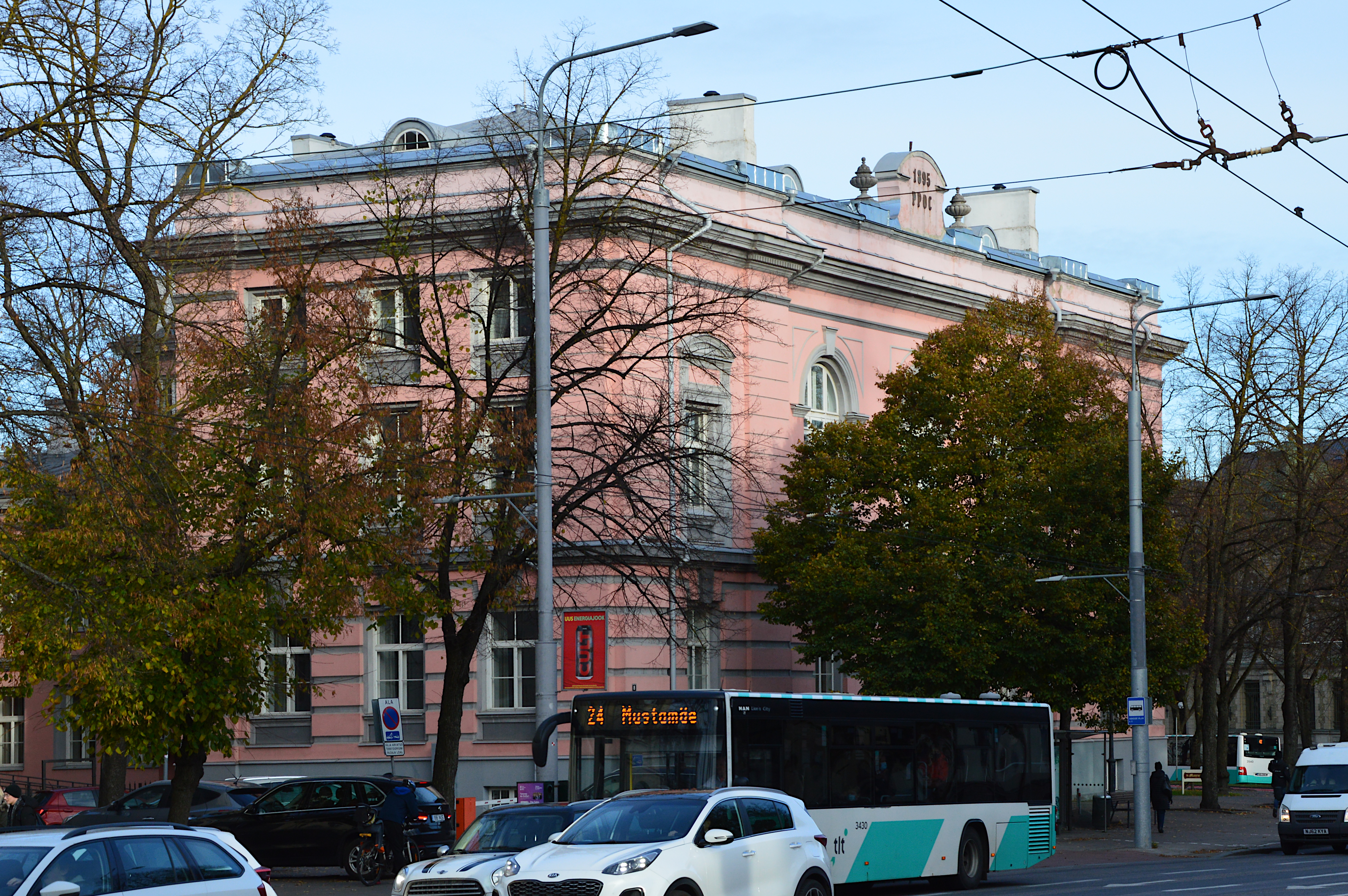
Bâtiment principal de la bibliothèque.
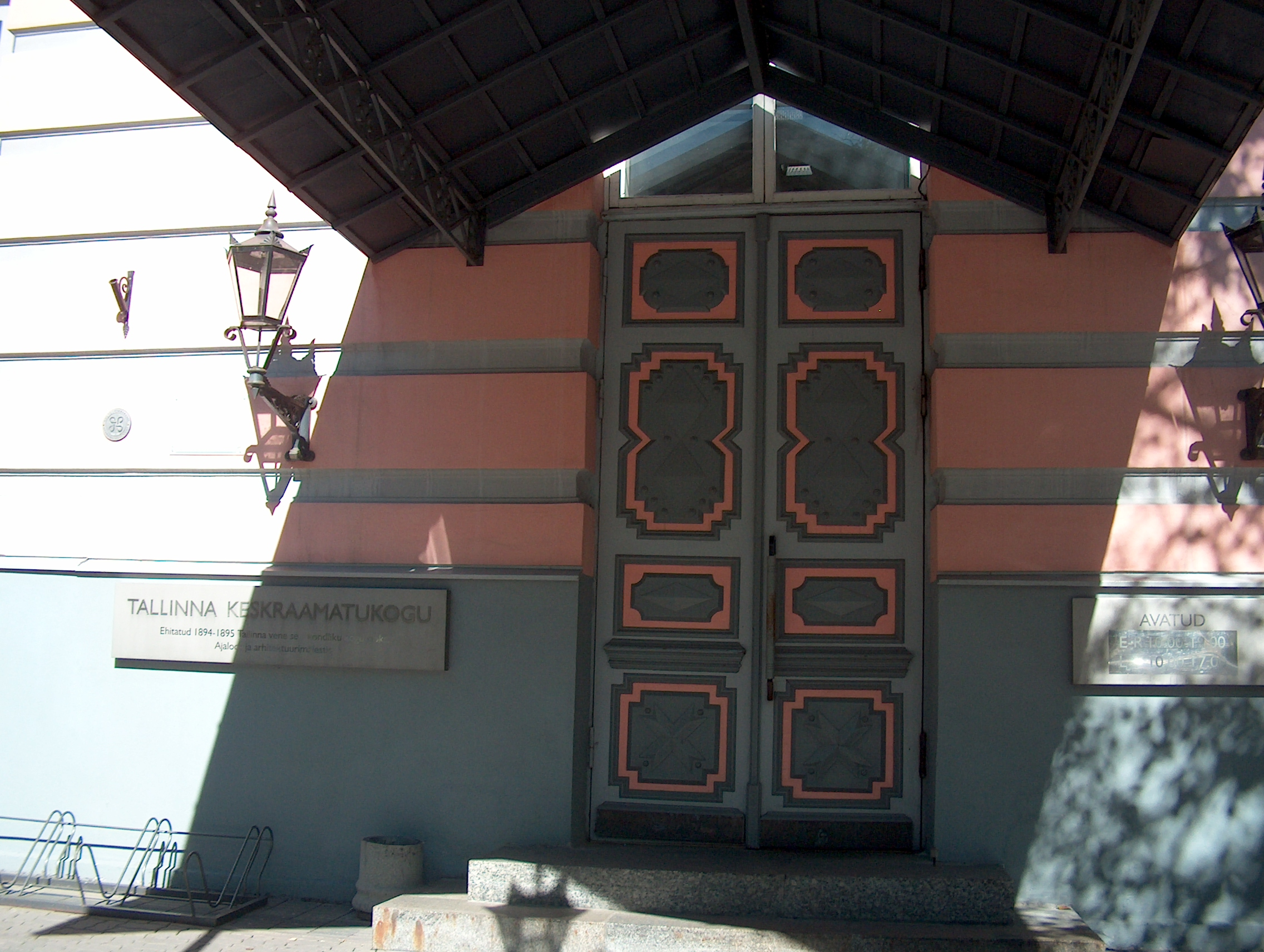
Porte d'entrée.
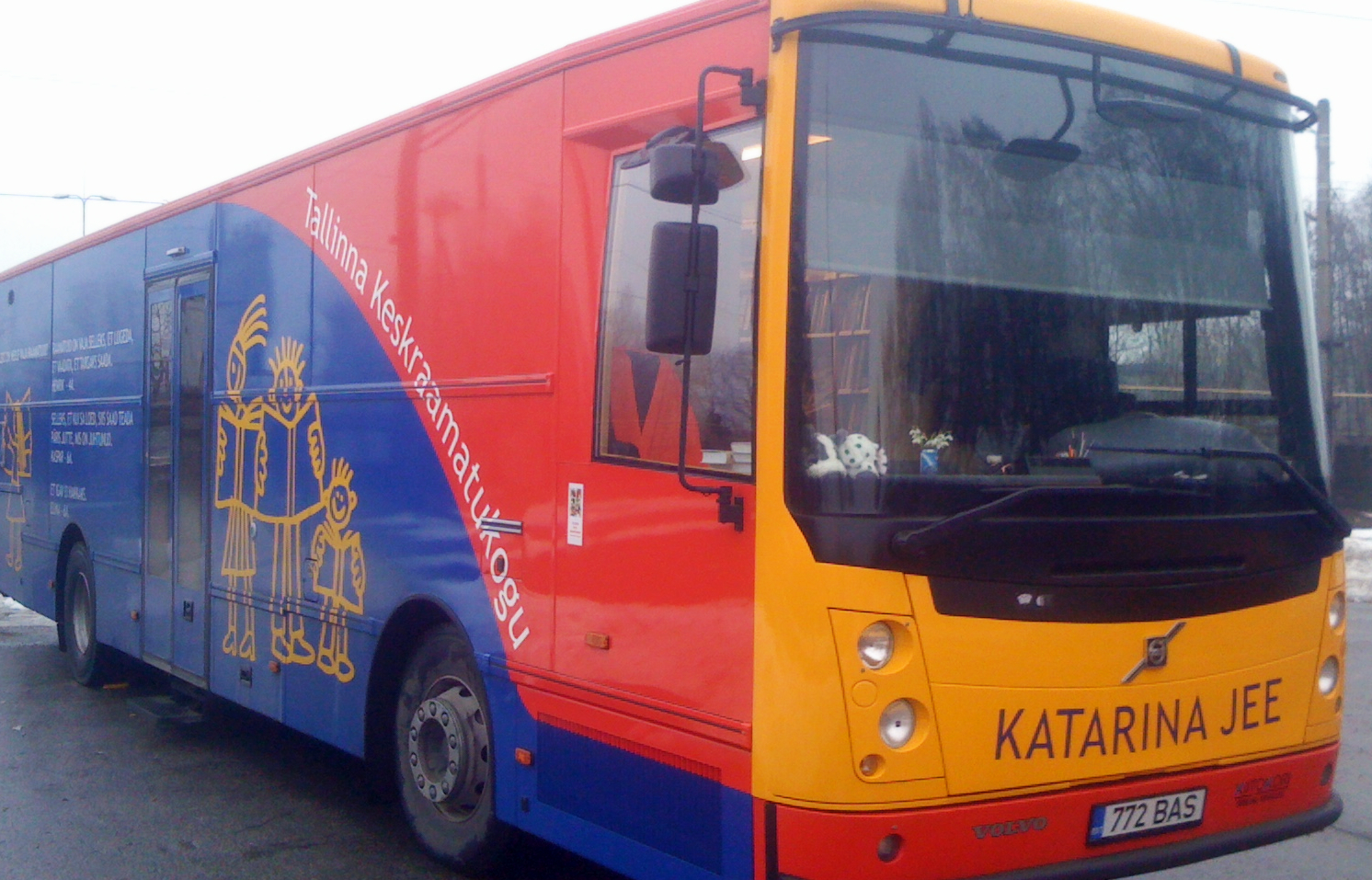
Biblipbus.

## Renseignements pratiques
La section “Prantsuse” (français) offre un large choix d'ouvrages en français. « Et si vous n’êtes pas enregistré comme résident, pas de souci, vous pouvez tout de même emprunter quelques livres en échange de la présentation d’une pièce d’identité et d’une caution (variable selon le livre.) » 